# Bea Uusma
Mari Beatrice "Bea" Uusma, tidigare Uusma Schyffert, född 20 mars 1966 i Lidingö församling, är en svensk läkare, illustratör och författare.

## Biografi
Uusma är född och uppvuxen på Lidingö. Hon har arbetat som illustratör och skrev år 1999 en barnbok om den amerikanske astronauten Michael Collins, kallad Astronauten som inte fick landa. I mitten av 1990-talet blev hon mycket intresserad av Andrées polarexpedition och har sedan dess försökt ta reda på vad som hände expeditionsdeltagarna. Detta har utmynnat i boken Expeditionen: min kärlekshistoria (2013) utgiven på Norstedts förlag och hon tituleras därefter som den främsta svenska experten på Andréexpeditionen. För boken Expeditionen: min kärlekshistoria tilldelades Uusma Augustpriset i kategorin fackböcker 2013.
Efter att länge ha arbetat som illustratör, utbildade Uusma sig till läkare. 2017 arbetade hon deltid som läkare på Karolinska universitetssjukhuset i Solna. Hon säger själv att det har hjälpt henne att sätta sig in i Andréexpeditionens öde och vad expeditionsdeltagarna kan ha dött av.
Hon var mellan åren 1996 och 2013 gift med komikern Henrik Schyffert med vilken hon har två barn. Uusma är syster till skådespelerskan Martina Haag.
Säsongen 2016/2017 deltog Bea i programmet På spåret tillsammans med Kristoffer Appelquist. Laget förlorade en match mot Ronny Svensson och Anne-Lie Rydé, och vann en match mot Olivia Wigzell och Göran Hägglund. Laget gick till kvartsfinal och förlorade där mot Åsa Sandell och Jonas Eriksson. 2018 deltog laget i På Spåret igen. Laget vann en match och förlorade en match i gruppspelet.
Under 2020 påbörjade Bea Uusma ett projekt vid Riksantikvarieämbetets kulturarvslaboratorium i Visby som gästkollega tillsammans med ett forskarteam att för första gången sedan 1931 analysera Andrées dagbok. Utan modern teknologi har man bara kunnat läsa ungefär vart tredje ord bland annat eftersom dagboken är mögelangripen. Förhoppningen är att komma närmare att lösa gåtan om vad som ledde till expeditionsmedlemmarnas död.
Säsongen hösten 2022 deltog Bea Uusma i programmet Alla mot alla med Filip och Fredrik tillsammans med Magnus Betnér. Paret förlorade i semifinalen mot Ebba Kleberg von Sydow och Olof Lundh.

## Medverkan i TV-produktioner
- 2016–2018 – På spåret (TV-serie)
- 2018 – En familjehistoria (TV-serie)
- 2022 – Alla mot alla med Filip och Fredrik (TV-serie)